# Caio Bonfim
Caio Oliveira de Sena Bonfim, född 19 mars 1991 i Brasília, är en brasiliansk friidrottare som tävlar i gång.

## Karriär
Caio Bonfim deltog vid OS 2012, OS 2016 och vid OS 2020. År 2016 placerade han sig på fjärde plats på 20 kilometer gång och på plats 9 på 50 kilometer gång. Vid VM 2017 i London och vid VM 2023 i Budapest tog han brons på 20 kilometer gång. Vid OS 2024 tog han silver på samma distans.